# إنفيموس (سلسلة)
إنفيموس (بالإنجليزية: Infamous)‏ ، هي سلسلة ألعاب الأكشن، صدرت منذ عام 2009م، ونشرها شركة سوني كمبيوتر إنترتنمنت، وهو شخصية بطل اللعبة يملك الطاقات الهائلة ويعتمد دائما على الكهرباء لتزويده الوقود والقضاء على الأشرار.

## وصلات خارجية
- Official website
- Infamous Second Son